# Изолета (Савона)
Изолета је насеље у Италији у округу Савона, региону Лигурија.
Према процени из 2011. у насељу је живело 27 становника. Насеље се налази на надморској висини од 548 м.